# Мюонное нейтрино
Мюонное нейтрино (обозначаются как νμ) — элементарная частица, являющаяся одним из трёх видов нейтрино. Вместе с мюоном составляет второе поколение лептонов..

## Свойства

Вероятность обнаружения разных типов нейтрино от изначально испущенного мюонного нейтрино. Синий цвет — мюонное нейтрино, чёрный — электронное нейтрино, красный — тау-нейтрино

Как и другие типы нейтрино, мюонные нейтрино подвержены осцилляциям. Таким образом, на некотором расстоянии от места их излучения вероятность обнаружения нейтрино других типов изменяется периодически. 

## Открытие
Гипотеза о существовании ещё одного вида нейтрино (кроме уже известного электронного) была предложена в 1940-х годах. Экспериментально частица была обнаружена в 1962 году группой исследователей под руководством Леона Ледермана, Мелвина Шварца и Джека Стейнбергера. За это открытие учёные были награждены Нобелевской премией по физике в 1988 году.

## Возможное сверхсветовое движение
Группа исследователей, работающих с детектором OPERA (и MINOS, 2007 г.[уточнить]), в крупнейшей в мире лаборатории физики ядерных исследований ЦЕРН, опубликовала результаты своих измерений, из которых следует, что мюонные нейтрино способны двигаться быстрее скорости света. Полученные результаты специалисты подвергли сомнению, поскольку они не согласуются не только с теорией относительности, но и с другими экспериментами с нейтрино. 23 февраля 2012 года ЦЕРН сообщила, что коллаборация OPERA выявила два фактора, которые могли вызвать ошибки измерения.
Проведенные вскоре, в марте 2012 года, независимые измерения в том же тоннеле сверхсветовых скоростей нейтрино не обнаружили. В мае 2012 года OPERA провела ряд контрольных экспериментов и пришла к окончательному выводу, что причиной ошибочного вывода о сверхсветовой скорости стал технический дефект (плохо вставленный разъём оптического кабеля).